# محمد حنیشاد
محمد حنیشاد (انگلیسی: Mohamed Haniched؛ زادهٔ ۳۰ آوریل ۱۹۶۸) بازیکن سابق و مربی فوتبال اهل الجزایر است.
وی همچنین در تیم ملی فوتبال الجزایر بازی کرده‌است.